# Jean-Paul Abalo
Jean-Paul Abalo   (Lomé, 26 de juny de 1975) és un exfutbolista togolès de la dècada de 2000.
Fou internacional amb la selecció de futbol de Togo amb la qual participà a la Copa del Món de futbol de 2006.
Pel que fa a clubs, destacà a Amiens SC i APOEL.
El gener de 2018 fou proclamant entrenador de la selecció de Togo sots 20.